# Gérard Mestrallet

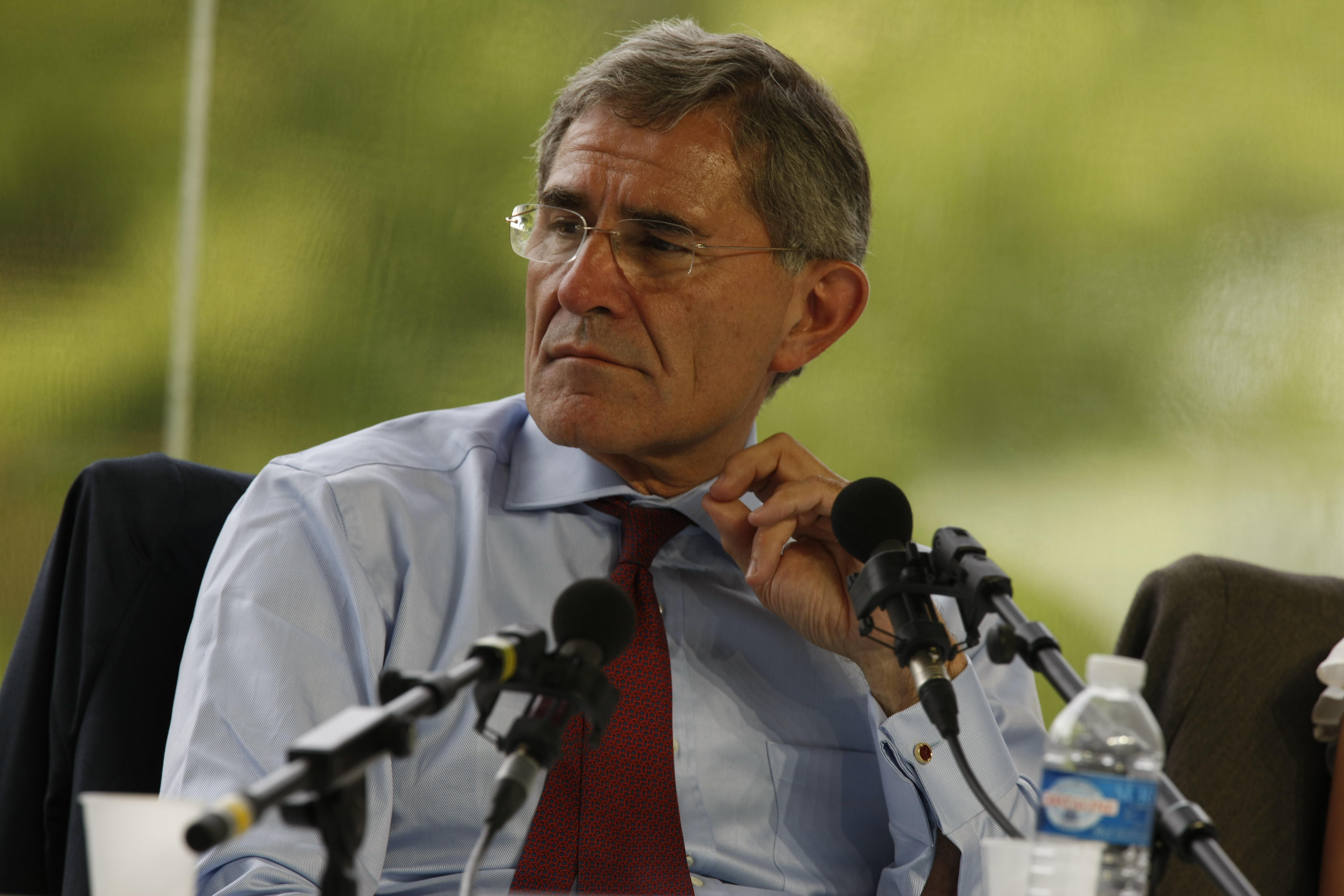
Gérard Mestrallet

Gérard Mestrallet (* 1. April 1949 in Paris) ist ein französischer Manager.

## Leben
Mestrallet studierte am Institut d’études politiques de Toulouse, an der École nationale de l’aviation civile und ist Absolvent der École polytechnique und der École nationale d’administration. 1984 erhielt er eine Anstellung beim französischen Energieversorger GDF Suez. Zunächst als Sonderberater des Präsidenten, später als leitender Vizepräsident für Industrieangelegenheiten. Im Februar 1991 wurde er geschäftsführender Direktor der Société générale de Belgique. Im Juli 1995 wurde Mestrallet zum Vorsitzenden und Generaldirektor der Compagnie de Suez und im Juni 1997 zum Vorsitzenden des Verwaltungsrates der Suez Lyonnaise des Eaux ernannt. Von 2001 bis 2016 war er CEO und bis 2018 Vorstandsvorsitzender des französischen Unternehmens GDF Suez (seit 2015 ENGIE).
Im Jahr 2018 wurde Mestrallet vom französischen Präsidenten Emmanuel Macron zum geschäftsführenden Vorsitzenden der Agentur für die Entwicklung von Al-ʿUla in Saudi-Arabien ernannt, die in Zusammenarbeit mit dem saudischen Königreich für die touristische und kulturelle Entwicklung der Region zuständig ist.